# Скосарь, Игорь Евгениевич
Игорь Евгениевич Скосарь (укр. Ігор Євгенійович Скосар; род. 9 сентября 1968, Батайск, Ростовская область) — украинский политик, бывший депутат Киеврады. Народный депутат Верховной рады Украины VII созыва.

## Биография
Родился 9 сентября 1968 года в городе Батайск Ростовской области в семье военнослужащего. Проживает на Украине с 1975 года.

### Высшее образование
В 1985—1990 годах — обучение в Днепропетровском металлургическом институте, специальность «инженер-теплотехник». Военный, капитан запаса.
Несмотря на наличие высшего образования писать грамотно по-украински не умеет.

### Трудовая деятельность
В 1990—1993 годах — заместитель директора коммерческого предприятия ООО «Луч» в городе Днепропетровске.
С 11 января 1996 по 15 сентября 1997 года — директор региональной дирекции акционерного общества закрытого типа «Интергаз».
С 1993 по 1998 год — президент страховой компании «Лайк-Полис», которая была создана под эгидой Днепропетровского завода «Южмаш».
В 1998 году переехал в Киев.
В 1998—2000 годах — почетный президент СП ООО «Bon Apetit» — предприятия, которое обеспечивает население Киева широким ассортиментом хлебобулочных изделий.
С 2000 года по настоящее время — генеральный директор ОАО «Валентин — АС».

## Общественная деятельность
С 2002 по 2006 год — депутат Киеврады от 79 избирательного округа Соломенского района города Киева.
В 2012 году избран народным депутатом Верховной рады Украины от партии Всеукраинское объединение «Батькивщина», № 58 в избирательном списке. Беспартийный.
Член Комитета Верховной Рады Украины по вопросам бюджета.
4 апреля 2013 года вышел из фракции Всеукраинского объединения «Батькивщина».